# La gavina

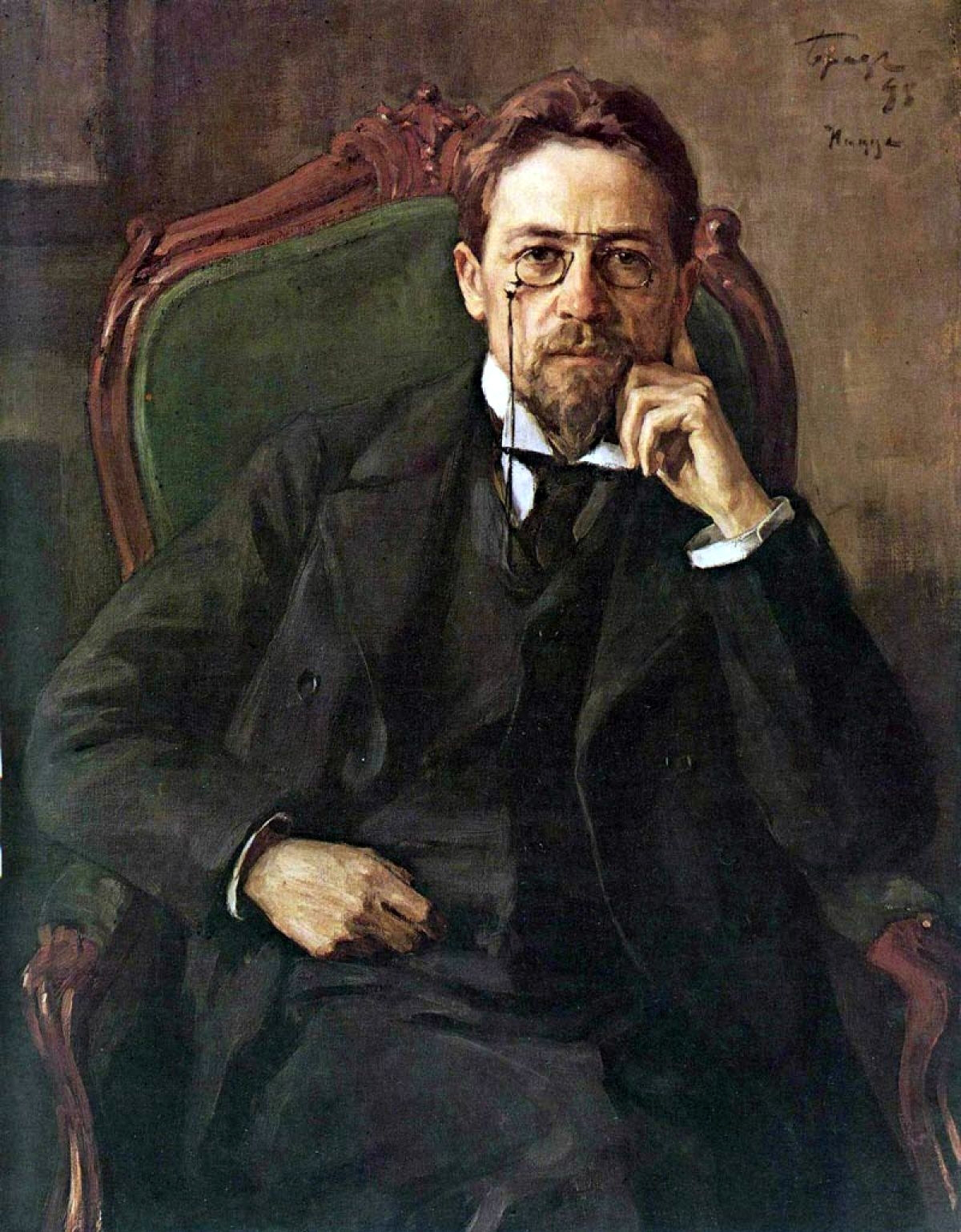
Retrat de Txékhov, el 1898.

La gavina (en rus: Чайка, Txaika) és un drama d'Anton Txékhov de l'any 1895.
Generalment considerada com una de les quatre obres majors del dramaturg rus (juntament amb L'oncle Vània, Les tres germanes i L'hort dels cirerers), La gavina posa en escena el conflicte romàntic i artístic entre quatre personatges: la ingènua Nina, la mediocre actriu Irina Arkàdina, el seu fill Konstantín Trèplev, i el famós escriptor Trigorin.
En línia amb les altres obres de Txékhov, La gavina consta d'un repertori coral integrat per diversos personatges amb una complexa psicologia íntegrament desenvolupada. Les escenes violentes, com ara l'intent de suïcidi per part de Konstantín, no són mostrades directament a l'escenari, tal com era propi als melodrames del teatre del s. XIX, sinó que són només mencionades. Pel que fa al contingut i progrés de l'obra, els personatges tendeixen a abordar els temes de conversa amb circumloquis en lloc d'anar directament al gra i parlar sense embuts.

## Característiques
La infelicitat dels personatges és un tret característic de l'obra de Txékhov, la càrrega sentimental és plena de frustració, rancor i amargor profunda per la vida. En La gavina, aquest sentiment és causat en gran manera per les esperances frustrades, somnis de futur que han desaparegut o són, simplement, impossibles. Aquesta frustració es reflecteix tant en un pla sentimental com en el camí de la vida; l'èxit i la realització personal. A més a més, cadascun dels personatges té una visió diferent del propi fracàs i de les frustracions que van acumulant a l'esquena. Les esperances frustrades d'aquests personatges ens expliquen la cara més fosca de temes sovint idealitzats com l'amor i la vida d'artista. Tots els idealismes presentats en els tres primers actes acaben trencats, res és el que primer sembla en el món de l'art.

## Estrena
El drama en quatre actes va ser estrenat el 1896 al Teatre Aleksandrinski (Александринский Театр) de Sant Petersburg i va ser un rotund fracàs. Vera Komissargevskaia, que interpretava el paper de Nina, es va sentir tan intimidada per l'hostilitat de l'audiència que va perdre la veu i Txékhov, per evitar el públic, va passar els dos darrers actes de l'obra amagat darrere l'escenari. Quan, temps més tard, el dramaturg rus va rebre cartes d'admiradors informant-lo del posterior èxit de l'obra, Txékhov va creure que només ho deien per intentar ser amables amb ell.
Poc després de l'accidentada estrena a Sant Petersburg, La gavina va ser també representada a Moscou sota la direcció de Konstantín Stanislavski al Teatre de l'Art de Moscou (Московский Художественный Академический Театр, МХАТ). En aquesta ocasió, l'adaptació de Stanislavski amb el seu peculiar estil va convertir l'obra en tot un èxit.
Ha estat traduïda al català per Raquel Ribó.